# Asura aurantiaca
Asura aurantiaca là một loài bướm đêm thuộc phân họ Arctiinae, họ Erebidae.